# アンナ・ネトレプコ

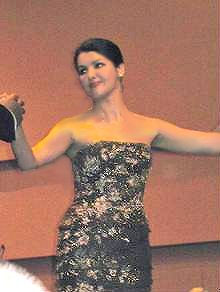
Anna Netrebko

アンナ・ユーリエヴナ・ネトレプコ（ロシア語: А́нна Ю́рьевна Нетре́бко、Anna Yur’yevna Netrebko, 1971年9月18日 - ）は、ロシア出身のオペラ歌手である。卓抜した実力のみならず、その美貌によっても名高い、現代を代表するソプラノの一人である。現在、ウィーンおよびニューヨークに在住。2006年にオーストリア市民権を得ている。

## 略歴
- 1971年、9月18日、ロシア南部のクラスノダールに生まれる。
- ロシアの名門サンクトペテルブルク音楽院で声楽を学ぶ。
- 1993年、モスクワのグリンカ声楽コンクールで第1位。
- 1994年、サンクトペテルブルクのマリインスキー劇場の「フィガロの結婚」スザンナ役でデビュー。
- 1995年、サンクトペテルブルク音楽院を修了する。サンフランシスコ歌劇場でアメリカにおけるデビュー。
- 1997年、若手オペラ歌手を対象とするバルティカ賞を受賞。
- 1997年、キーロフ・オペラ、イギリス公演に参加。
- 2002年、ドイツ・グラモフォンと専属契約を結ぶ。以後、ロランド・ヴィラゾン、エリーナ・ガランチャといった歌手仲間と共に活躍、ヨーロッパでの人気を決定的なものとする。
- 2005年、6月12日、2004年度ロシア国家賞を受賞（33歳）、ウラジーミル・プーチン大統領より伝達される。
- 2014年、ソチオリンピックの開会式でオリンピック賛歌を独唱。
- 2017年2月16日、ヴェルディの『イル・トロヴァトーレ』の初日の後、ウィーン国立歌劇場内「グスタフ・マーラー・ホール」において、名誉ある「オーストリア宮廷歌手」の称号を授与される。[1]

## 来日公演
- 1996年「カルメン」ミカエラ役（マリインスキー劇場来日公演）
- 2004年「ラ・ボエーム」ムゼッタ役（小澤征爾音楽塾オペラ・プロジェクトV）4月29日：神奈川県民ホール　5月2日：びわ湖ホール　5月5日：愛知県芸術劇場　5月8日：アクトシティ浜松　5月11日：東京文化会館
- 2005年4月24日；滋賀県立芸術劇場、4月28日；サントリーホール、5月1日；東京オペラシティホール
- 2006年6月11日；兵庫県立芸術文化センター、6月17日、20日、23日；東京文化会館、「ドン・ジョバンニ」ドンナ・アンナ役（メトロポリタン・オペラ来日公演）
- 2010年9月11日、14日、17日、20日；東京文化会館、「マノン」マノン・レスコー役。9月22日；NHKホール、「椿姫」ヴィオレッタ役（英国ロイヤル・オペラ来日公演）
- 2016年3月15日;愛知県芸術劇場、3月18日、21日；サントリーホール
- 2023年3月15日;サントリーホール[2][3]

### 降板した公演
- 2011年6月4日；愛知県芸術劇場、6月8日、11日、17日、19日；NHKホール、「ラ・ボエーム」ミミ役（メトロポリタン・オペラ来日公演）。6月14日；サントリーホール（MET管弦楽団との特別コンサート）（日付は予定）
  - 1986年にチェルノブイリ原子力発電所事故を経験しており、開演の3ヶ月前に発生した福島第一原子力発電所事故に端を発する懸念を払拭できないため降板。代役がたてられ公演そのものは行われる[4]。

## 私生活
2008年9月に男児を出産。男児の父親はウルグアイ出身のバリトン歌手アーウィン・シュロットだが、2013年11月に2人は別離を公表している。男児が自閉症であると分かったときに、シュロットは去って行ったとネトレプコはインタビューで話している。2014年7月に、テノール歌手ユシフ・エイヴァゾフとの婚約を発表、2015年12月に結婚している。
2024年6月にエイヴァゾフとの離婚を発表した。デンマークに在住する姉がネトレプコと息子のサポートをするという。

## 役
| 役名                 | 作品名                       | 作曲家           |
| -------------------- | ---------------------------- | ---------------- |
| スザンナ             | フィガロの結婚               | モーツァルト     |
| 伯爵夫人             | フィガロの結婚               | モーツァルト     |
| ドンナ・アンナ       | ドン・ジョヴァンニ           | モーツァルト     |
| ツェルリーナ         | ドン・ジョヴァンニ           | モーツァルト     |
| イリア               | イドメネオ                   | モーツァルト     |
| コンスタンツェ       | 後宮からの誘拐               | モーツァルト     |
| セルヴィリア         | 皇帝ティートの慈悲           | モーツァルト     |
| ヴィオレッタ         | 椿姫                         | ヴェルディ       |
| レオノーラ           | イル・トロヴァトーレ         | ヴェルディ       |
| ジルダ               | リゴレット                   | ヴェルディ       |
| マクベス夫人         | マクベス                     | ヴェルディ       |
| ナンネッタ           | ファルスタッフ               | ヴェルディ       |
| ジョヴァンナ・ダルコ | ジョヴァンナ・ダルコ         | ヴェルディ       |
| アイーダ             | アイーダ                     | ヴェルディ       |
| ミミ                 | ラ・ボエーム                 | プッチーニ       |
| ムゼッタ             | ラ・ボエーム                 | プッチーニ       |
| マノン・レスコー     | マノン・レスコー             | プッチーニ       |
| アディーナ           | 愛の妙薬                     | ドニゼッティ     |
| ルチア               | ランメルモールのルチア       | ドニゼッティ     |
| アンナ・ボレーナ     | アンナ・ボレーナ             | ドニゼッティ     |
| ノリーナ             | ドン・パスクヮーレ           | ドニゼッティ     |
| ロジーナ             | セビリアの理髪師             | ロッシーニ       |
| ジュリエッタ         | カプレーティとモンテッキ     | ベッリーニ       |
| エルヴィーラ         | 清教徒                       | ベッリーニ       |
| ノルマ               | ノルマ                       | ベッリーニ       |
| ジュリエット         | ロメオとジュリエット         | グノー           |
| ミカエラ             | カルメン                     | ビゼー           |
| マノン               | マノン                       | マスネ           |
| アントニア           | ホフマン物語                 | オッフェンバック |
| タチアナ             | エヴゲーニイ・オネーギン     | チャイコフスキー |
| イオランタ           | イオランタ                   | チャイコフスキー |
| テレーザ             | ベンヴェヌート・チェッリーニ | ベルリオーズ     |
| エルザ               | ローエングリン               | ワーグナー       |
| マッダレーナ         | アンドレア・シェニエ         | ジョルダーノ     |
| アドリアーナ         | アドリアーナ・ルクヴルール   | チレア           |

## ロシア・ウクライナ危機 (2021年-2022年)の影響
ネトレプコは、2012年・2018年のロシア大統領選挙でウラジーミル・プーチンの選挙キャンペーンに協力している。また2014年、ロシアによるクリミアの併合のときに親ロシア派のドネツクにあるオペラハウスに100万ルーブルを寄付、ノヴォロシアの旗を掲げた写真を撮られている。分離独立リーダーのオレグ・ツァーレフに直接寄付をしていると報じられている。
2022年、ロシアのウクライナ侵攻に際して、2月27日にFacebookで戦争への反対を表明した。しかし「芸術家・公人に公の場で政治的意見を表明し、故郷を非難することを強制することは正しくない」とも述べた。ロシア侵攻に反対する各国（米国、ドイツ、フランス、スイス、オランダなど）の劇場はネトレプコに対してプーチン大統領を直接非難することを求めた。それに対し、ネトレプコは3月1日に「熟慮した結果、当面の間公演から身を引くという極めて困難な決断を下した」と発表した。
- 同月3日にネトレプコを降板させたメトロポリタン歌劇場のピーター・ゲルブ総裁は、「侵攻や殺人が終わり秩序が回復され返還が行われない限り、プーチン大統領を支援または大統領からの支援を受ける芸術家や組織とは関係を絶つ」としている。ゲルブ総裁は、同月14日にマスコミのインタビューに応じ、ネトレプコについて「現代の最も偉大な歌手のひとり」としながらも、ネトレプコとプーチン大統領とは直接の関係があることから「プーチン大統領が“殺人者”となった時点で、もう無理だと判断した」と述べた。ロシア文化やロシア人音楽家のキャンセルではなく、ネトレプコ自身の考えが明確なことから、舞台に立っても観客の強い抗議にあって歌うことができないだろうと予想したことを説明している[16]。

- 同月16日、7月2日にウィーン・コンツェルトハウスで予定されていたユシフ・エイヴァゾフとのコンサートが2023年9月6日に延期されることが主催者によって発表された。現状を考慮し、ネトレプコ、会場側と協議のうえでの決定であり、ネトレプコは当面の間は演奏活動を行わないという[17]。

- 同月22日、ベルリンの所属事務所のサイトからネトレプコのページが削除されたことが報じられた。事務所・ネトレプコともにコメントはしていない。所属事務所は経済制裁でロシアから手を引いたユニバーサルの子会社であり、ユニバーサルが制裁を遵守すること、また売上高のほとんどは西側でありロシアはトップ20の収入源に過ぎないことからビジネス的にも判断されたと見られる。ネトレプコはドイツ・グラモフォンとレコード契約を結んでいるが、これ以上の制作は計画されていないという。なお、以前の録音はまだ利用できるという[18][19]。
- ロシア・中央アジアとバルト諸国においてはデュッセルドルフにある別の事務所がネトレプコのマネジメントを行っており[20]、今後、この事務所がネトレプコの所属事務所となるという[21][22]。

同月30日、ネトレプコはウクライナとの戦争を非難する声明を出した。特定の政党やロシアの指導者との関係を否定、「過去の自分の行動や発言に誤解される部分があったことを認識し、後悔している」と記した。故郷ロシアとは芸術を通して平和と団結を育みたいとしている。
- この声明に対し、同日、メトロポリタン歌劇場のゲルブ総裁はネトレプコが長期に渡ってプーチン大統領との関係を断ち切ることを求めるコメントをした[25]。

- 同月31日、ノヴォシビルスクオペラ・バレエ劇場は、6月2日に予定されていたネトレプコの出演をキャンセルした[26]。4月1日には、ヴャチェスラフ・ヴォロージン国家院議長が「裏切り以外の何ものでもない」「豊かさと栄光への渇望は祖国への愛を上回った」などとネトレプコを非難している[27][28]。なお、同月にマリインスキー劇場は5月から7月に行われるフェスティバルにネトレプコが出演することを明らかにしていた[29]。
- アレーナ・ディ・ヴェローナ音楽祭「トゥーランドット」「アイーダ」への出演が発表された[30][31]。また、5月25日のフィルハーモニー・ド・パリでのコンサートと同月27日のスカラ座でのコンサートが告知された[32][33]。パリでのコンサートでは会場内でバルコニーから大声で抗議した男性がいたほか、終演後の会場の外に抗議者が集まって聴衆を取り囲み「ネトレプコ、協力者」と言ったという。「あなたはプーチンのプロパガンダであるネトレプコを支持しているので、ロシア政権とそのすべての恐怖を支持している」と書かれたビラが配られた[34]。
- 4月14日、健康上の理由で降板したマリア・アグレスタに替わり、モンテカルロ歌劇場で「マノン・レスコー」のタイトルロールを歌うことが発表された[35][36][37]。モンテカルロ劇場は声明を発表しており「戦争に対して明確な立場をとった結果、祖国では『政権の敵』とされ、ノボシビルスクオペラ・バレエ劇場への出演がキャンセルとなった」ことから、ネトレプコが十分な対応をとったと述べている[38][39]。
- ウイーン国立歌劇場の総監督ボグダン・ロシッチは、2022-23シーズンの記者会見でロシアの芸術家をキャンセルすることには関心がないと述べた。「アイーダ」のプログラム印刷の折は状況が混乱しすぎていたため、削除されたという。劇場はネトレプコとの契約を解除しておらず、ロシッチはネトレプコは戦争に賛成していないことを指摘、「戦争について、人々に発言を求めるのは私たちの責任ではない」と語った[40]。

同年5月、ネトレプコはZeit Onlineのインタビューに応じ、6月1日に記事になった。
- ウクライナ侵攻の前日（2月23日）は夫とロシアで公演をしており、ニュースでウクライナ侵攻を知った。「誰もそれを望んでいなかったのに」とネトレプコは話しており、大変ショックを受けたという。その後、次に予定されていた公演のため、デンマークのオーフスに移動したが、現地のプロモーターに中止を提案された。抗議が予想されたことから、オーケストラも懸念を示していたため、ウイーンの自宅に戻っている。
- 2014年にドネツクのオペラハウスへの寄付行為の折に親ロシア派の分離独立リーダーのオレグ・ツァーレフと一緒に写真を撮った件について、説明している。寄付の引き渡しと写真撮影はサンクトペテルブルクでの記者会見で行われた。ドネツクのオペラ関係者の友人たちに贈ったもので、ツァーレフとは面識が無かった。ツァーレフが仲間に寄付金を無事に届けると保証し、写真撮影の際に突然ポケットから旗を取り出した。ネトレプコは贈られたものが何を意味しているか、当時は知らなかったという。一度も紛争地帯に行ったことはなく、現在は何か寄付をしたいと思ったら、よく考えて個人的に行うようにしていると話した。
- 現状、ロシアで歌う予定はなく、サンクトペテルブルクの「白夜祭」も時期が悪いと判断している。両親は亡くなっているが、故郷のクラスノダールには欧米で何が起こっているのか知らず、ただ物価の上昇に気付いただけの家族や友人たちがいる。そしてウクライナ人の友人も大勢いて安否を心配しているという。

同年6月22日のニューヨーク・タイムズ紙で、ウクライナ侵攻以降の関係者への一連の対応が記事となった。
- 3月下旬に、連絡を取ろうとしたドイツ・グラモフォンのレーベル責任者にテキーラの瓶を持ったネトレプコの手とプーチン大統領が登場するテレビ画面が写った写真を送付した。友人やアドバイザーは、プロらしくないこの行為がネトレプコのキャリアをさらに傷つけることを心配したという。
- ネトレプコは、プーチン大統領非難を促した長年のマネージャーとの関係を解消。その後、ロシアでの公演をキャンセルし、プーチン大統領とは距離を置くという声明を発表した。ネトレプコの代理人は最近、カーネギー・ホール、サンフランシスコ・オペラ、ニューヨーク・フィルハーモニックなど米国の劇場にも打診しているが、公演の手配はしていない。メトロポリタン歌劇場はプーチン大統領を支持する発言をしたヒブラ・ゲルツマヴァとも関係を断っており、ゲルブ総裁は「ネトレプコがウクライナ支援のための慈善コンサートを開くなど反省の態度を示さない限り、自分の劇場で公演することはできないだろう」と述べている。
- ベルリン国立歌劇場のディレクターは、ネトレプコとのビデオ通話で、ロシアによるウクライナ侵攻のために彼女が「苦しんでいる」ことが明らかになったと述べた。さらに、ロシアにいる彼女や彼女の親族に危険が及ぶため、プーチンと距離を置くように求めることは適切ではないと考えたという。
- ネトレプコは危機管理コンサルティング会社に依頼し、メトロポリタン歌劇場に対し労働争議を申し立てている。オペラ歌手を代表する組合であるアメリカ音楽芸術家組合の支援を受け、350,000 ドル以上の補償を請求するという[34]。

7月11日、9月初旬にシュトゥットガルトで予定されていたリサイタルがキャンセルされたことが報じられた。地元当局がウクライナでの紛争の激化するなかでのリサイタルに反対していたという。8月29日、ケルンで北西ドイツ・フィルハーモニー管弦楽団とのコンサート中の時間に抗議デモが行われ、デモの主催者のひとりは「この建物の反対側、数百メートル離れたところにウクライナ難民の受け入れセンターがあり、中にはドネツク地方から来た人もいます。今日、私たちのデモには、2014年から2015年にかけて、そして今回もすでに2回逃げなければならない人たちがやってきました。プーチン政権の顔ともいえるこの人物が、ここで公演することが許されていることをみんな理解していないのです」とネトレプコを非難した。コンサートの開始時、奏者たちはウクライナの旗を振っていたが、事前に議論も許可もされていないという理由で、楽団の芸術監督アンドレアス・クンツェによって休憩時間に取り外されたという。ケルン市と楽団は、怒りを鎮めるために、コンサートの収益をウクライナの殉教都市ドニエプル市の復興に寄付すると発表した。
9月5日、代役で決まったウィーン国立歌劇場「ラ・ボエーム」の初演日、約40人のウクライナ人が抗議デモを行った。主催者は「誰がそれを始めたのか、誰が民間人を殺していたのかをはっきりとは言わない」ネトレプコの声明の曖昧さを非難、多くのオーストリア人がアメリカが戦争を主導したと考え「彼らは、ウクライナは降伏しなければならないと言っている」と嘆いた。これについて、ウィーン国立歌劇場の総裁ボグダン・ロシュチッチは「『ウクライナに対する戦争を最も強い言葉で非難する』と表明したことで、彼女はトップの政治家から裏切り者として扱われ、攻撃を受け、著名なロシア人から本当に非常に手荒いやり方で侮辱されました。それ以来、彼女は母国には帰っていません。なぜかは想像がつくと思います」と述べた。満席の会場での抗議・ブーイングについては、観客が意見を言うのは当然のことで、それを批判するつもりはないという。